# The Squad
The Squad is een informele groepering van zes progressieve of linkse Democratische politici in het Amerikaanse Huis van Afgevaardigden.

## Geschiedenis
Bij de congresverkiezingen van 2018 werden Alexandria Ocasio-Cortez uit New York, Ilhan Omar uit Minnesota, Ayanna Pressley uit Massachusetts en Rashida Tlaib uit Michigan verkozen. Alle vier zijn niet-witte vrouwen jonger dan 50 die in hun oorspronkelijke kandidatuur gesteund werden door Justice Democrats en die zich uiterst-links binnen de Democratische Partij bevinden. Elk van hen vertegenwoordigt een kiesdistrict dat steevast Democratisch stemt. De benaming is afkomstig van Ocasio-Cortez, die de week na de verkiezing op Instagram een groepsfoto plaatste met die term in het onderschrift. De term squad stamt uit de East Coast-hiphop. The Squad staat symbool voor een jongere, meer diverse generatie politici en de progressieve en linkse standpunten die deze generatie inneemt.
Bij de congresverkiezingen van 2020 raakte The Squad opnieuw verkozen. Van een aantal andere kandidaten, zoals Cori Bush, Jamaal Bowman en Mondaire Jones, werd vooraf gezegd dat ze, eenmaal verkozen, zich bij The Squad zouden vervoegen. Bush, Bowman, Jones en Marie Newman wonnen hun verkiezing en werden daags na de kiesdag genoemd als nieuwe leden van The Squad. Op 3 januari 2021, de dag waarop vertegenwoordigers worden ingezworen, plaatsten onder andere Ocasio-Cortez en Bush een groepsfoto op sociale media met de oorspronkelijke Squad aangevuld met Bowman en Bush, met de tekst "Squad up" erbij.
In de aanloop naar de verkiezingen van 2024 verloren twee leden hun voorverkiezing tegen een meer gematigde tegenstander. Zowel Bowman als Bush werden verslaan door een tegenpartij die, voor ongeziene bedragen, gesponsord werden door de pro-Israëlische lobby in de Verenigde Staten.

## Leden

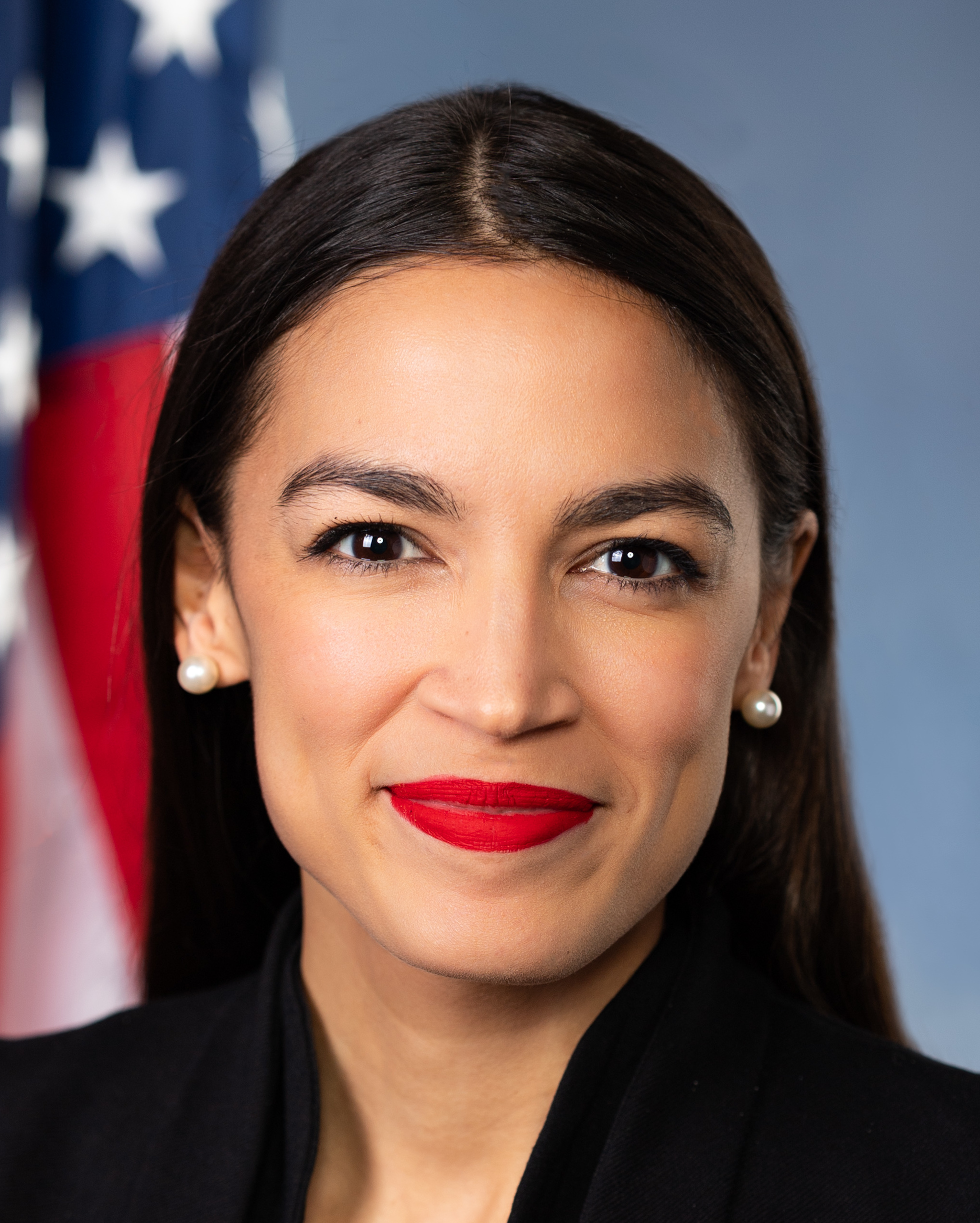
Alexandria Ocasio-Cortez
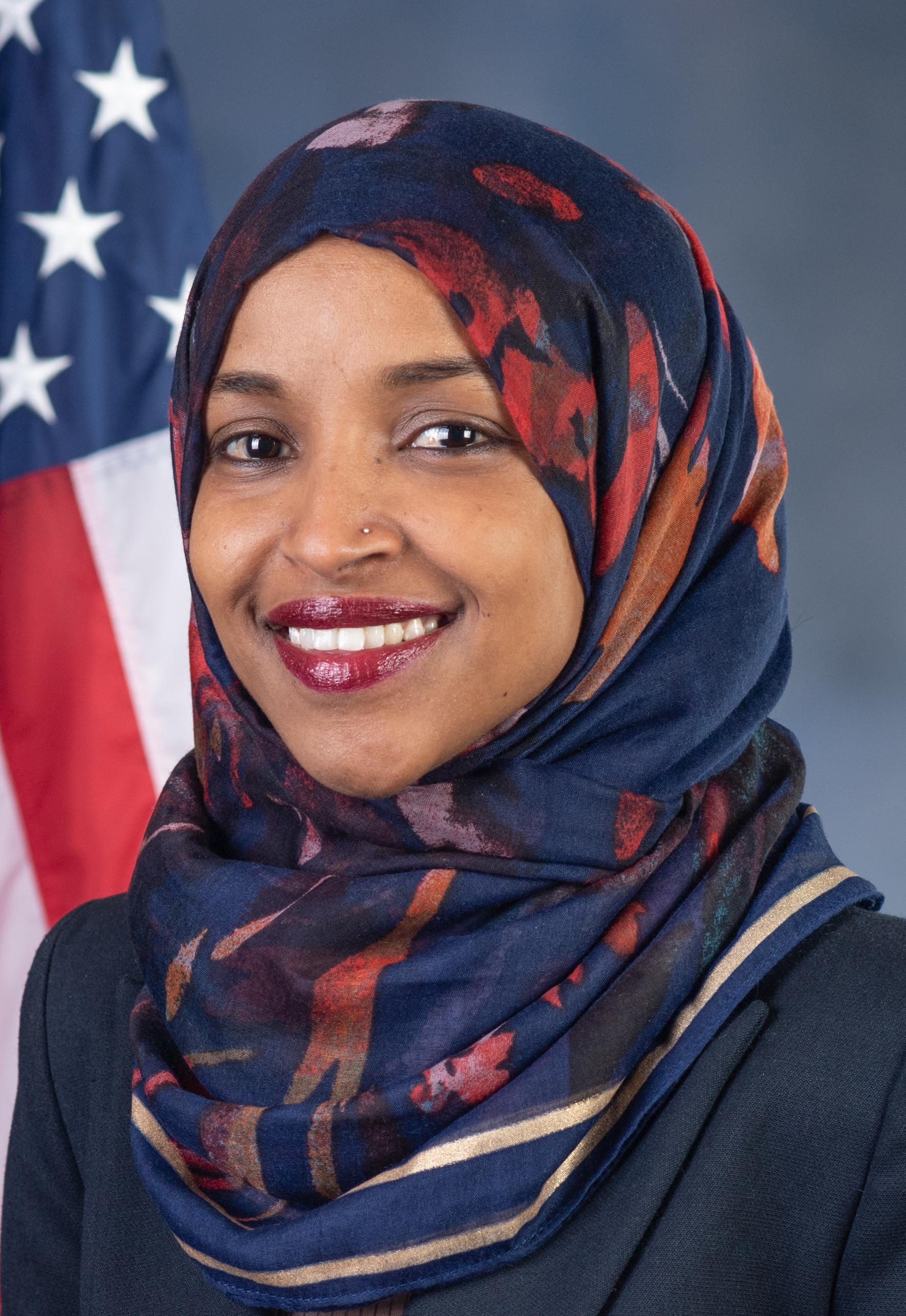
Ilhan Omar
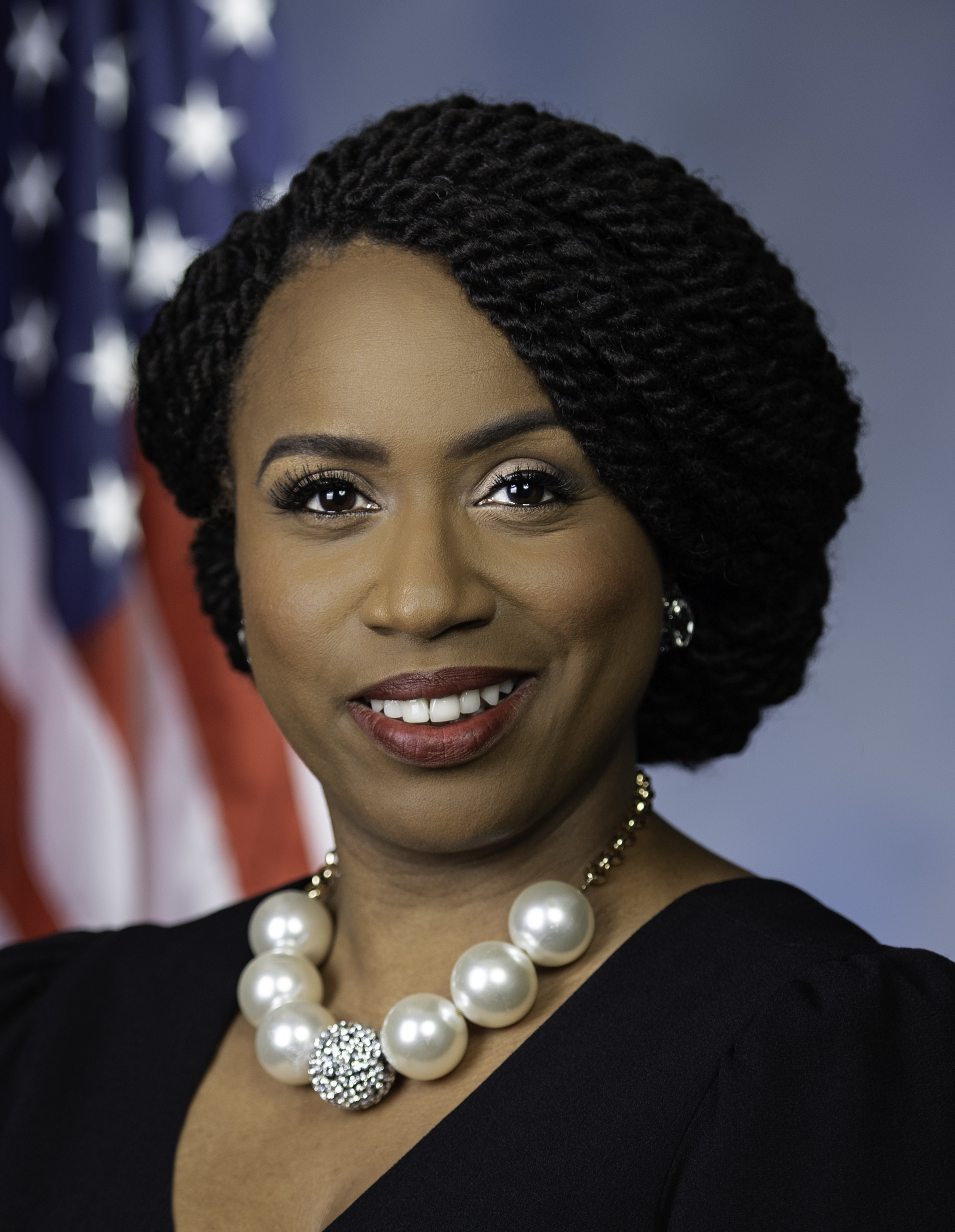
Ayanna Pressley
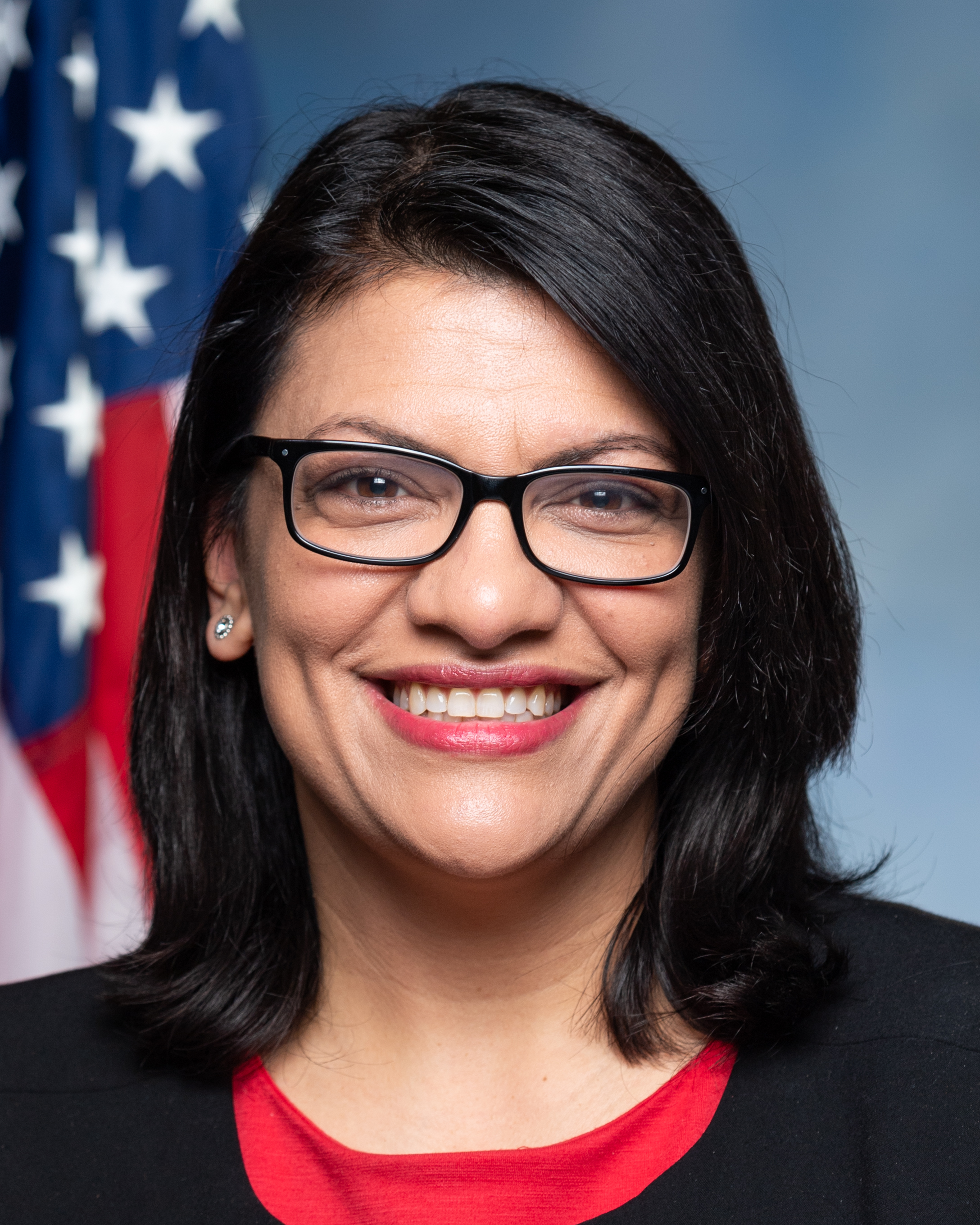
Rashida Tlaib
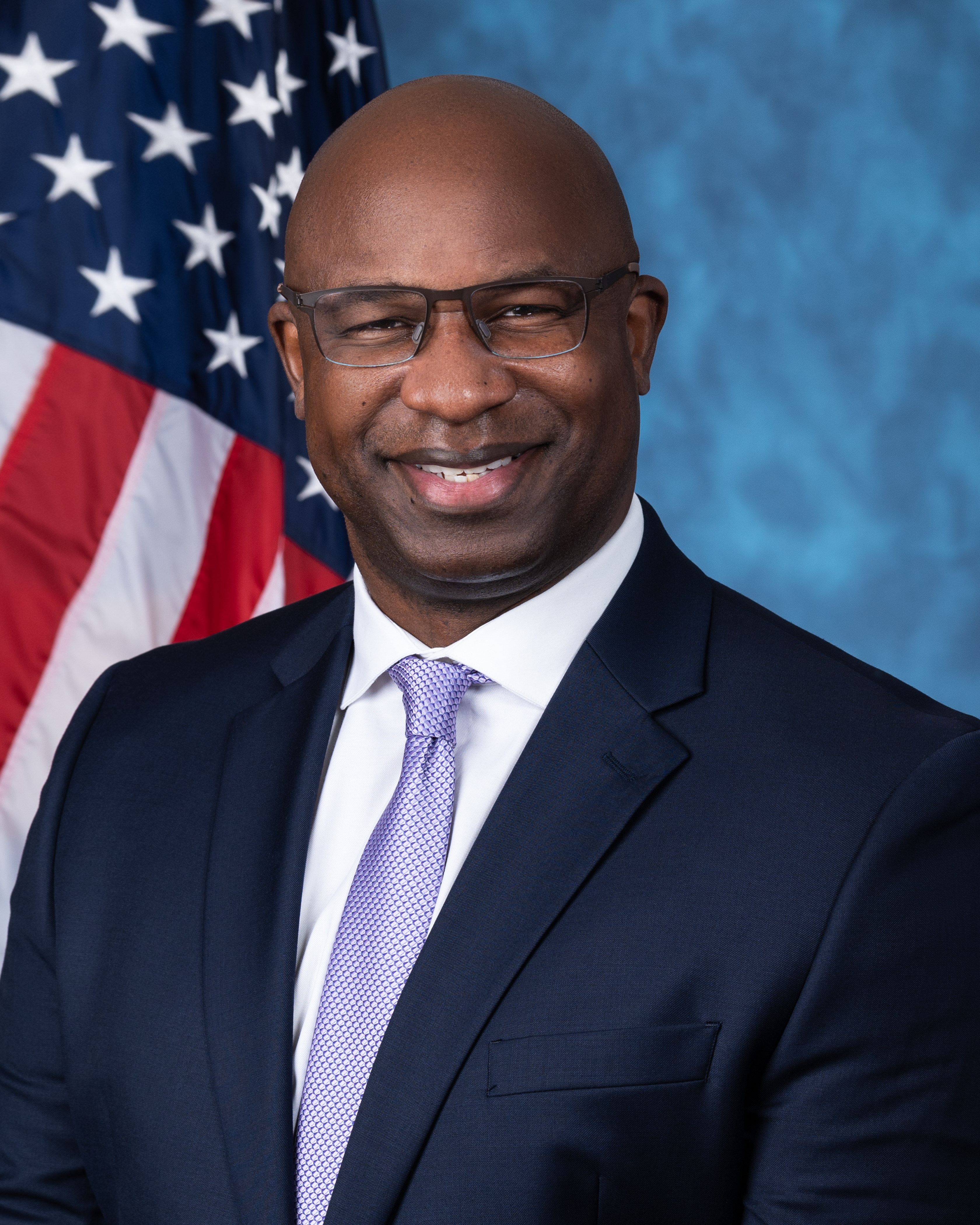
Jamaal Bowman (sinds 2021)
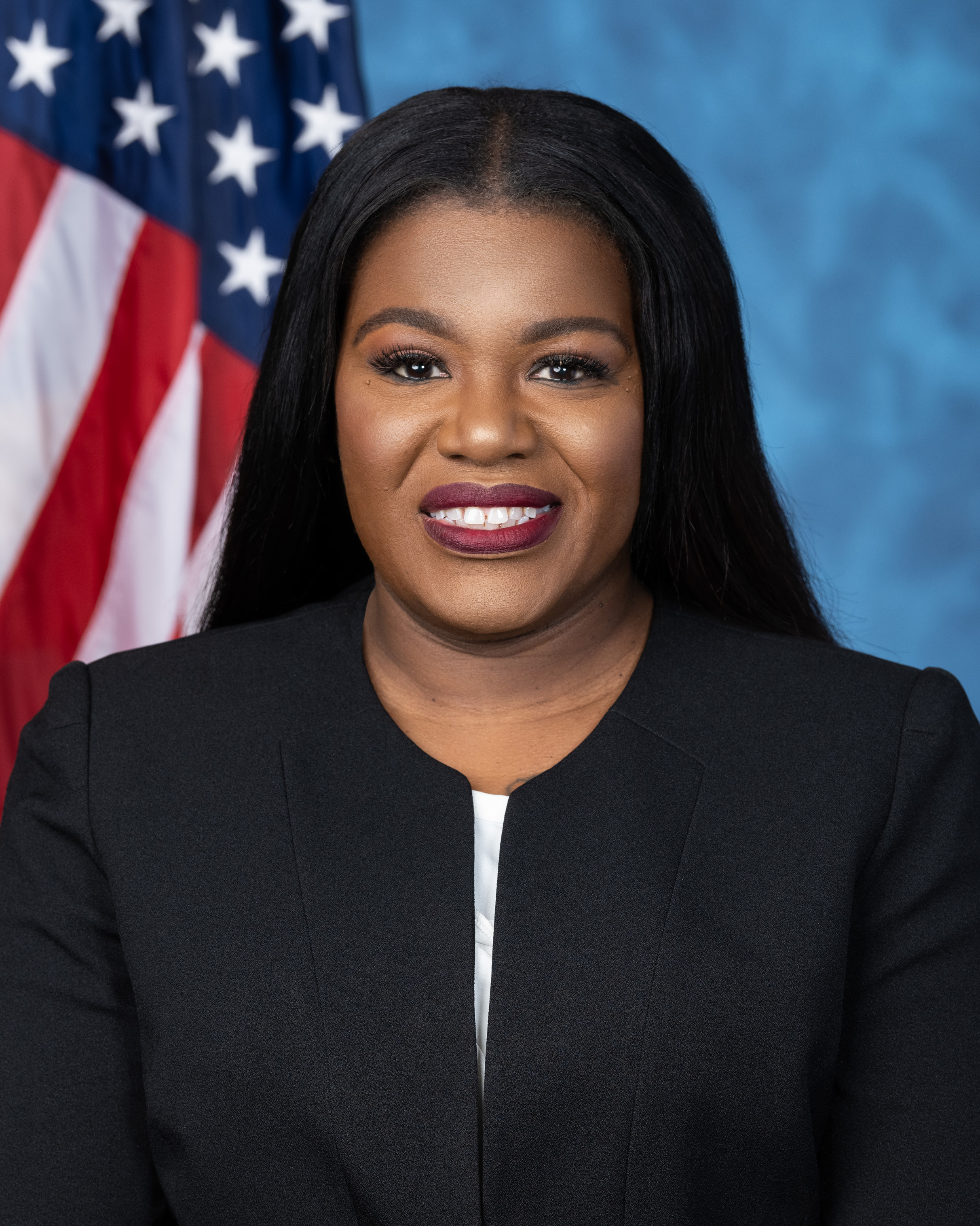
Cori Bush (sinds 2021)